# Kusunda (Sprache)
Kusunda ist die Sprache der Kusunda, einer ethnischen Gruppe in Nepal mit zwischen 100 und 200 Angehörigen.
Kusunda wurde früher als zum Tibeto-Birmanischen gehörig klassifiziert, wird heute aber meist als isoliert und Überbleibsel einer alten Sprachfamilie angesehen, die vor dem Vordringen des Tibeto-Birmanischen dort heimisch war. Kürzlich haben D. E. Watters et al. einige junge muttersprachliche Sprecher dieser vom Aussterben bedrohten Sprache entdeckt und Näheres über diese sonst wie Nahali recht schlecht dokumentierte Sprache geschrieben.
Solange diese schlechte Dokumentation von Kusunda als Sprache anhält, wird es wie andere durch größere in neuerer Zeit auf Restareale zurückgedrängte Sprachen Eurasiens (z. B. Nahali und Burushaski südlich des Himalaya) wohl als nicht ausreichend klassifizierte Sprache geführt werden. Es existieren aber aufgrund linguistischer und ethnographisch-historischer Überlegungen noch nicht ausreichend bestätigte Hypothesen einer aufgrund der Abgeschiedenheit weit zurückliegenden genetischen Verwandtschaft mit dem Kalto (oder Nahali) als Teil eines „indopazifischen“ Substrates (als vorläufige Arealbezeichnung für eine Sprachgruppe vor der Ausbreitung der expansiven Sprachfamilien Südasiens und abgegrenzt vom ebenfalls rezessiven Dravidischen).
Bei Überlegungen zur sprachlichen Verbindung von Kusunda ist mitzuberücksichtigen, dass im Gegensatz zum stark erforschten Indogermanischen oder den Sprachen des nördlichen Teils Eurasiens auch große südostasiatische Sprachfamilien wie Sino-Tibetisch bzw. Tibeto-Birmanisch erst seit kurzem über anerkannte Rekonstruktionen der gemeinsamen Protosprache verfügen. Untergruppierungen beruhen immer noch stark auf Konventionen statt auf detaillierten Sprachvergleichen. Andere Sprachen mit kleiner Sprecherzahl im Himalaya und in Hinterindien werden immer noch zu benachbarten Sprachfamilien geschlagen, ohne dass ein vollends überzeugender Nachweis der genetischen Verwandtschaft erbracht wurde.

## Weiterführende Literatur
- B. K. Rana: Additional Data and Analysis on Kusunda. Mother Tongue X, 2005
- Johan Reinhard, Sueyoshi Toba: A preliminary linguistic analysis and vocabulary of the Kusunda language. Summer Institute of Linguistics and Tribhuvan University, Kathmandu, 1970
- Sueyoshi Toba: The Kusunda language revisited after 30 years. Journal of Nationalities of Nepal 3(5), 2000, S. 92–94,
- Sueyoshi Toba: Kusunda wordlists viewed diachronically. Journal of Nationalities of Nepal 3(5), 2000, S. 87–91.
- David E. Watters: Notes on Kusunda Grammar. A Language isolate of Nepal. (pdf, 911 kB) In: Himalayan Linguistics Archive 3. 2006, S. 1–182, archiviert vom Original am 22. Juni 2010 (englisch, Abstract (Memento vom 13. April 2013 im Internet Archive)).
- Paul Whitehouse: External Relations of Nihali and Kusunda. In: Mother Tongue III, 1997
- Paul Whitehouse, Timothy Usher, Merritt Ruhlen, William S.-Y. Wang: Kusunda: An Indo-Pacific language in Nepal. In: PNAS 101:5692–5695. 13. April 2004 (englisch, frei zugänglich).